# Nazionali oceaniane di calcio a 5
Le Nazionali di calcio a 5 oceaniane sono le Nazionali di calcio a 5 membri dell'OFC.
Geograficamente sono tutte le Nazionali dei paesi situati in Oceania tranne l'Australia, passata dall'OFC all'AFC il 1º gennaio 2006.

## Squadre
- Isole Cook
- Figi
- Nuova Caledonia
- Nuova Zelanda
- Papua Nuova Guinea
- Samoa
- Isole Salomone
- Polinesia francese
- Tuvalu
- Vanuatu